# Barnsjöområdet
Barnsjöområdet var före 2015 en av SCB avgränsad och namnsatt småort i Lindome socken i Mölndals kommun i Västra Götalands län. Småorten upphörde 2015 när området växte samman med bebyggelsen i Lindome/Göteborg.